# Itame costimaculata
Itame costimaculata är en fjärilsart som beskrevs av Ludwig Carl Friedrich Graeser 1888. Itame costimaculata ingår i släktet Itame och familjen mätare. Inga underarter finns listade i Catalogue of Life.